# カノン (お笑い)
カノンは、松竹芸能に所属していたお笑いコンビ。

## 来歴
早稲田大学のお笑いサークル「早稲田大学寄席演芸研究会」で出会い、サークルの中では「2人とも人見知りでポツンとして浮いていた」（田丸・談）ということで、お互い一番最初に話しかけた者とコンビを組もうと思ったことが結成のきっかけという。2003年に結成。アマチュアのお笑い大会を観に来ていた松竹芸能のマネージャーからスカウトされ、松竹芸能入り。
コンビ名の由来は音楽様式の一つのカノンに由来し、田丸曰く、コンビ名を決める時に居た喫茶店でちょうど流れていた音楽がカノンだったという説や、自分たちが繰り返すネタをよくやっているので、繰り返す音楽であるカノンと掛けているという説もあるとのこと。
M-1グランプリ2006・2007は3回戦敗退。2011年3月23日をもって解散。
その後2人ともに芸能界を引退したが、M-1グランプリ2019にアマチュアのトリオ「マグマ」としてエントリーした。

## メンバー
樋山 潤（ひやまじゅん、1983年11月8日 ‐）立ち位置は左で一応ボケ担当。
- 眼鏡を掛けている方。A型。東京都新宿区出身[1]。東京都立大学附属高等学校、早稲田大学商学部卒業。趣味は音楽鑑賞。
- 大学卒業前には就職活動をし、志望していた商社の最終面接まで行ったものの不採用。そこで「自分にはお笑いしか無い」と思い直す[1]。
- 「あらびき団」にて、東野幸治に「探偵!ナイトスクープの依頼者顔」と評された。
- 一身上の都合で2011年3月23日放送分の「あらびき団」を持って芸能界を引退した。その後ニューヨーク留学を経て、会社員となる。
- 2022年、東京都豊島区雑司ヶ谷におにぎり屋をオープン。[4]

田丸 裕章（たまるひろあき、1983年7月14日 ‐）立ち位置は右で一応ツッコミ担当。
- 背の高い方。AB型。石川県金沢市出身[1]。早稲田大学法学部卒業[1]。趣味は読書。
- 1988年から1年間は父親の仕事の都合でイギリスに滞在[1]。
- 大学のお笑いサークル時代から村上（マヂカルラブリー）と親交がある。
- 解散後、平岡佐智男（コーヒールンバ）と一夜限りのコンビを組んだが、正式なコンビとはならなかった。
- しばらくピン芸人をしていたが引退。お笑いサークルの同期である舟橋政宏によって、2012年に一般企業に就職したことが明かされた。

## 芸風
- ボケとツッコミという役割分担が存在しない、変わった設定のコントを得意とした。

「ピザをカットするための鉄でできた円形の外側にギザギザがついていて回転するやつのカスタマーサービスセンター」「どうでもいいことだけ黙秘する犯人」「意味もなくひたすらタウンページを暗記している男」「鼻くそをほじっているとなぜかスターウォーズのテーマが流れる男」など。
- その後は、二人が正面を向いて直立し、交互にセリフを言うスタイルを確立した。
- 代表作は「僕たちは動物園が大好きです」ネタ。WWFのTシャツを着て、実在する動物園と動物達を二人が交互にセリフを回しながら紹介するが、愛情が強すぎて興奮状態に陥る。

このシリーズのレパートリーは「旭山動物園」「熱川バナナワニ園」「町田リス園」「市原ぞうの国」など。
樋山が元々動物園好きで、旭山動物園のネタから作り始める。樋山本人もこれがターニングポイントだと話している。

## 出演番組
- 爆笑オンエアバトル（NHK総合）戦績1勝2敗 最高413KB
- オンバト+（NHK総合）戦績0勝1敗 最高249KB
- 爆笑ピンクカーペット（フジテレビ）- キャッチコピーは「テレビ初登場で申し訳ございません」→「この一瞬プライスレス」→「楽しまないともったいない」
※カノンのテレビ初出演番組。初出演時は「中笑」の判定で終わる[1]。
- 新春ゴールデンピンクカーペット（フジテレビ）- キャッチコピーは「お正月に申し訳ありません」
- お笑い図鑑 ハマヌキ（tvk）
- あらびき団（TBS）
- 爆笑レッドカーペット（フジテレビ）- キャッチコピーは「楽しまないともったいない」
- エンタの神様（日本テレビ）-キャッチコピーは「シャウトする笑年団」→「迫りくる危機」
- 半分エスパー（フジテレビTWO）